# ليف زجاجي

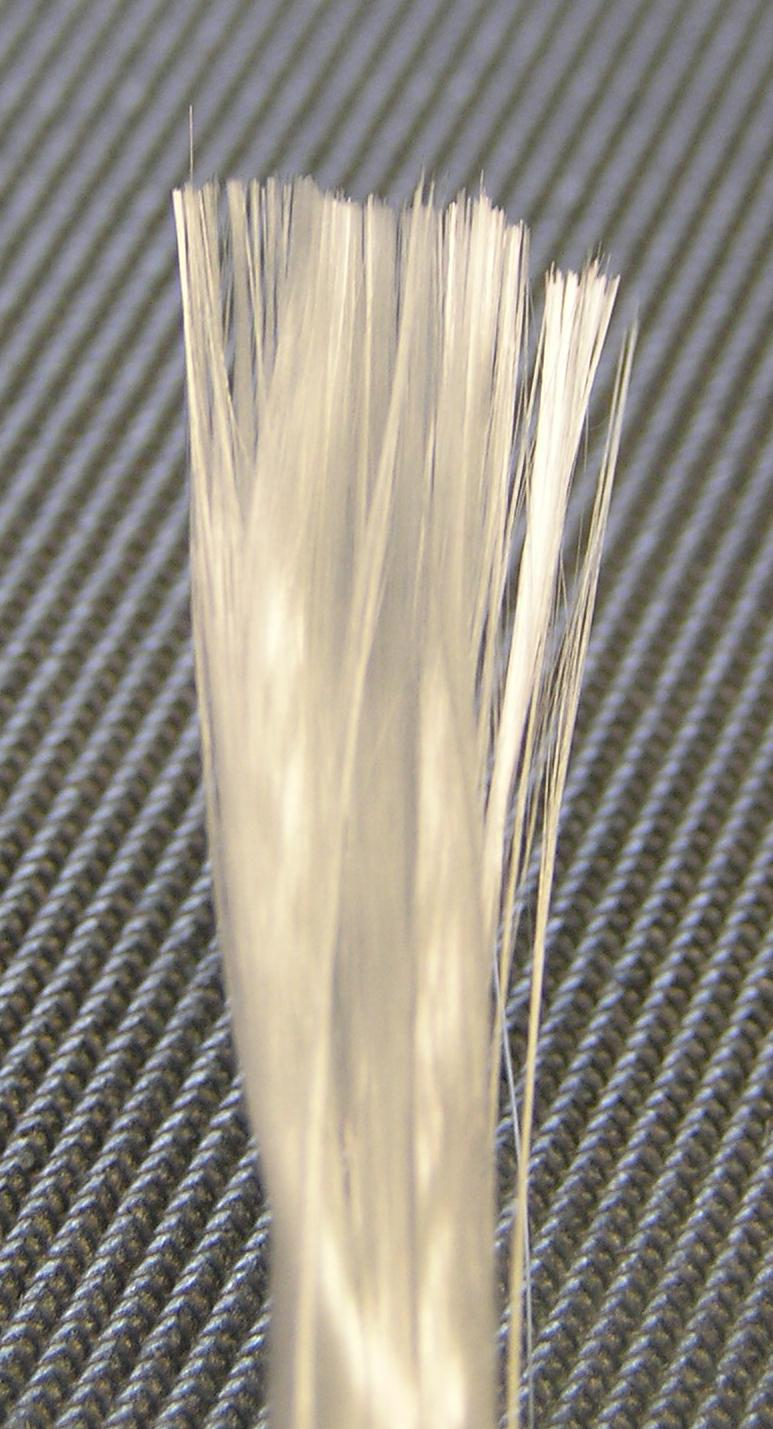
حزمة من الألياف الزجاجية

الألياف الزجاجية (وتدعى الزجاج الليفي) هي مادة مصنوعة من ألياف رفيعة جداً من الزجاج. وهذه الألياف قد تكون أدق من الشعر البشري بمرات كثيرة، وهي في مظهرها وملمسها كالحرير. والألياف الزجاجية المرنة أقوى من الصلبة لا تحترق أو تتمدد أو تصدأ أو تبهت.) الألياف الزجاجية هي، مادة قوية للغاية، وخفيفة الوزن. على الرغم من خصائص القوة هي أقل إلى حد ما من الكربون الليفي، وأنه أقل قساوة، والمواد غير عادة أقل هشاشة، والمواد الخام هي أقل تكلفة بكثير. قوتها السائبة وخصائص الوزن هي أيضا مواتية جدا بالمقارنة مع المعادن، وأنه يمكن أن تتشكل بسهولة باستخدام عمليات الصب.

## التاريخ
ظهرت تقنية تسخين وتشكيل الزجاج علي مدى آلاف السنين فالمصريون في عصور ما قبل الميلاد استخدموه للزخرفة، ومع ذلك استخدام هذه الألياف أصبح منتشراً مؤخراً، وفي عام 1893م قام إدوارد درموند ليبي (بالإنجليزية: Edward Drummond Libbey)‏ بعرض ثوب مصنوع من ألياف من الحرير وألياف زجاجية.
وعبر تجارب أجريت من عام 1931م إلى عام 1939م، تمكنت شركتان أمريكيتان هما شركة زجاج إيلينوي أوينز، وشركة كورننج للأعمال الزجاجية من تطوير طرق عملية لصناعة الألياف الزجاجية بكميات تجارية.

### الإنتاج
عملية تصنيع ألالياف الزجاجية لتكون مناسبة تدعم باستخدام أفران كبيرة لإذابتها تدريجيا مع رمل السيليكا، الحجر الجيري، طين الكاولين، فلورسبار، كوليمانيت، والدولوميت والمعادن الأخرى حتى تتحول إلى صورة سائلة. ثم يتم سحبها من خلال المقابس، والتي هي حزم من فتحات صغيرة جدا (قطرها عادة بين 5-25 ميكرومتر ل«E» - زجاج، 9 ميكرومتر ل«S» - زجاج). هذه الخيوط من ثم تغلف بحجمها وتصبح (مغلفة) مع محلول كيماوي. يتم وضع الشعيرات الفردية معا في حزمة واحدة بأعداد كبيرة لتسهيل نقلها.
الألياف الزجاجية تتشكل عندما تتحول الي جدائل رقيقة من السيليكا (أي صيغة أخرى من الزجاج) إلي العديد من الألياف بأقطار صغيرة، تجعلها مناسبة لعملية النسج. عندما يصبح الزجاج ليف يكون له تركيب بلوري صغير.
إن خواص التشكيل للزجاج في حالته الناعمة تشبه كثيراً خواصه عندما ينسج إلى الياف. هناك نوعان من الألياف الزجاجية الأكثر استعمالاً وهما: لدائن مدعمة بألياف زجاجية وليف زجاجي
E-glass لديه خاصية عزل ممتازة فهو قادر على تحمل حتى درجة حرارة 815 درجة مئوية. أما S-glass فله قابلية عالية للشد وهو اصلب من E-glass.

## التركيب الكيميائي
إن أساس النسيج للألياف الزجاجية هو السيليكا SiO2. في شكله الصافي يوجد كمبلمر SiO2)n). ولايوجد درجة انصهار حقيقية للألياف الزجاجية لكنها تلين عند درجة حرارة 2000 درجة مئوية.

## مراحل التصنيع

### الانصهار
هناك نوعان رئيسيان لصناعة الألياف الزجاجية، وهناك منتجان رئيسيان أيضاً.
تصنع الألياف إما عن طريق عملية الانصهار المباشر أو عن طريق عملية إعادة صهر قطع كروية زجاجية صغيرة. وكلتا الطريقتين تبدأ بمواد أولية في الشكل الصلب. يتم خلط المواد الخام ببعضها وتصهر في فرن. ثم في طريقة صهر القطع الكروية الصغيرة، تأخذ المواد المنصهرة من الفرن ثم تصق وتطوي إلي كرات صغيرة ثم تبرد وتغلف. ثم تُأخذ الكرات الزجاجية لمصنع تصنيع الألياف حيث تعبأ في علب ويعاد صهرها مرة أخرى في فرن كهربائي خاص. ثم تنساب المادة المصهورة عبر ثقوب صغيرة جداً لتتحول إلى الياف.أما في طريقة الصهر المباشر، يؤخذ الزجاج المصهور مباشرة من الفرن إلى آلة الكبس لتتشكل إلى ألياف.

### التشكيل
آلة الكبس هو الجزء الأكثر أهمية في الالآت. هذا الفرن المعدني الصغير الذي يحتوي على خراطيم ليتشكل من خلالها الليف. وفي الغالب تقريباً يصنع من البلاتين مخلوطاً مع الراديوم ليكسبه المتانة. حيث يسقط الزجاج المصهور على أسطوانة تدور منطوية على مكوكات، كما تُطوى الخيوط على البكرات. ولأن الأسطوانة تدور بسرعة أكبر من السرعة التي ينساب بها الزجاج فإن هناك شَدَّادة، تشد الألياف وتطيلها إلى أن تتخذ شكل حبال دقيقة ثابتة. وتستطيع الأسطوانة أن تسحب 3,2كم من الألياف في الدقيقة الواحدة. ويمكن سحب أكثر من 150كم من الألياف من كرية زجاجية واحدة ذات قطر طوله 16مم. ويُمكن لف الألياف معاً في شكل خيوط وحبال، كما يمكن غزل الخيوط في نسيج وشرائط وأنواع أخرى من الأقمشة. أما في عملية الصهر المباشر، تُحذف خطوات صناعة الكريات الزجاجية.

## الاستخدامات
يستخدم في صناعة السجاد، والعزل للصوت والحرارة، (فالهواء المحجوز بين الألياف يجعل منها مادة عازلة جيدة) وصناعة الأنسجة المقاومة للحرارة، ويستخدم في صناعة أنسجة مقاومة للتآكل وأنسجة عالية القوة.
ومجموعات الألياف الزجاجية المتموجة كثيرة الأستعمال أيضا في صناعة الستائر الخارجية وبناء البيوت الزجاجية.
ولدائن الألياف الزجاجية المقوّاة متينة جداً وخفيفة الوزن، ويمكن صياغتها في قوالب وتشكيلها وصَبَّها لاستعمالات مختلفة. ويَستعْمِل المُصنعون لدائن الألياف الزجاجية المقوّاة في صناعة هياكل السيارات والقوارب، وفي إطارات النوافذ وصنانير صيد السمك، وأجزاء من المَرْكبات الفضائية. والألياف المُستعملة لتقوية اللدائن من الممكن أن تكون مغزولة معها أو مخلوطة بها أو مجدولة في خيوط منفردة. وبناء على الشكل المستعمل منها، يتوقف نوع وسعر المنتجات النهائية.
كما يستخدم في اسلاك الإنترنت وهي اسلاك فائقة السرعة مقارنتا باسلاك النحاس البطيئة.